# Terpling Å
Terpling Å   er et godt fem kilometer langt åstykke som løber  mellem sammenløbet af Nørrebæk og Sønderbæk ved Glejbjerg i Vejen Kommune, til udløbet i Sneum Å nordvest for Vejrup. Her møder den også Natura 2000 -område nr. 90 Sneum Å og Holsted Å, og åstykket udgør en korridor til Natura 2000-området ved Nørrebæk mod øst. 
Langs Terpling Å findes en blanding af enge og moser , nogle steder med høj naturkvalitet. Nogle lokaliteter drives som kulturenge, med en deraf følgende lav naturkvalitet. Nogle moser er meget tilgroede i krat men enkelte steder findes dog også lokaliteter med høj botanisk værdi. Ved Bolding findes en kvæggræsset mose med væld og knoldstruktur. Her vokser den gullistede Vedbend Vandranunkel og den ualmindelige Tykskulpet Brøndkarse sammen med karakteristiske kærarter som Topstar, Trævlekrone, Kragefod, Vandmynte og Smalbladet Kæruld.

## Eksterne kilder og henvisninger
- Naturen i Holsted Kommune Bilagsrapport til Naturkvalitetsplan for Ribe Amt Oktober 2006

|  | Denne artikel om lokaliteten Terpling Å kan blive bedre, hvis der indsættes et (bedre) billede. Du kan hjælpe ved at afsøge Wikimedia Commons for et passende billede eller lægge et op på Wikimedia Commons med en af de tilladte licenser og indsætte det i artiklen. |

55°33′21.44″N 8°46′7.7″Ø / 55.5559556°N 8.768806°Ø